# Cremastus nasutor
Cremastus nasutor là một loài tò vò trong họ Ichneumonidae. Loài này được Aubert miêu tả khoa học lần đầu tiên năm 1974.